# Hussein Afifi
Hussein Afifi (arabe : حسين عفيفي), né le 18 mai 1928 à Helwan dans la banlieue sud du Caire, est un monteur, réalisateur et producteur égyptien.
En 1948, il commence ses études à l'école des Beaux-arts.

## Biographie
En 1952, il présente son projet d'études d'architecte, son rêve : L'Institut du cinema égyptien, où il est devenu professeur de montage durant les années 70.
En 1954, il effectue son service militaire, où il découvre le montage à travers les courts métrages de publicité de la révolution de 1952 et la proclamation de la République.

## Filmographie

### Comme monteur adjoint
- 1957 : Gharam el Milionnaire Les amours du millionnaire
- 1957 : Enta Habibi C'est toi mon amour
- 1957 : El-Tahra La pure
- 1957 : Tamr Henna
- 1958 : El Shaitana el Saghira La petite diable
- 1958 : El-Malak el Saghir Le petit ange
- 1958 : Ghariba Bizarre
- 1958 : Ahebak ya Hassan Je t'aime Hassan
- 1958 : Touha
- 1958 : Koloub el azara Les cœurs des vierges
- 1958 : Al Hareba La rescapée
- 1958 : Awatef
- 1959 : Laila bent el shatee